# Películas de cabaré

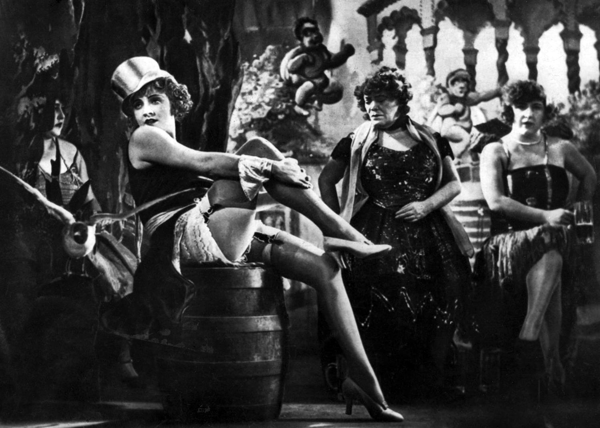
Marlene Dietrich en El Ángel Azul.

El cine de cabaré o musical accidental es un subgénero del cine musical caracterizado por que sus números musicales están tratados como música accidental y no incidental, como es el caso del musical clásico. Esto significa que la puesta en escena de las canciones está tratada de manera naturalista, reflejada tal y como se disfruta de un espectáculo musical real. Por ese motivo, los momentos musicales suelen estar contextualizados en teatros, salas de variedades o cabarés. El ejemplo más famoso es el film de Bob Fosse Cabaret. En esto se diferencia del musical clásico o musical de música incidental, en el que los números musicales irrumpen en la acción de una manera que nunca acontecería en la vida real. Algunas películas musicales alternan los dos tipos de planteamiento, como es el caso de Chicago, en el que se alternan actuaciones en un local de fiestas (y por tanto, accidentales) con los números incidentales.